# Cumbre Estados Unidos-Rusia de 2018
La cumbre Estados Unidos-Rusia de 2018, denominada Helsinki 2018 o cumbre Trump-Putin, fue una reunión cumbre entre el presidente de los Estados Unidos Donald Trump y el presidente de la Federación Rusa Vladimir Putin (de ahí también conocida como la cumbre Trump-Putin). Tuvo lugar el 16 de julio de 2018 en Helsinki, Finlandia. El Ministerio finlandés de Asuntos Exteriores tituló oficialmente la cumbre como la Reunión # HELSINKI2018. Fue presentado por el Presidente de Finlandia, Sauli Niinistö.
La cumbre también fue notable por los comentarios controvertidos hechos por el presidente Trump en la conferencia de prensa posterior, en la que se negó a reconocer que Rusia interfirió en las elecciones estadounidenses de 2016. Los comentarios de Trump provocaron una reacción violenta en todo el espectro político, incluso entre algunos de sus aliados habituales. Enfrentado a las críticas, dijo que se equivocó.

## Antecedentes

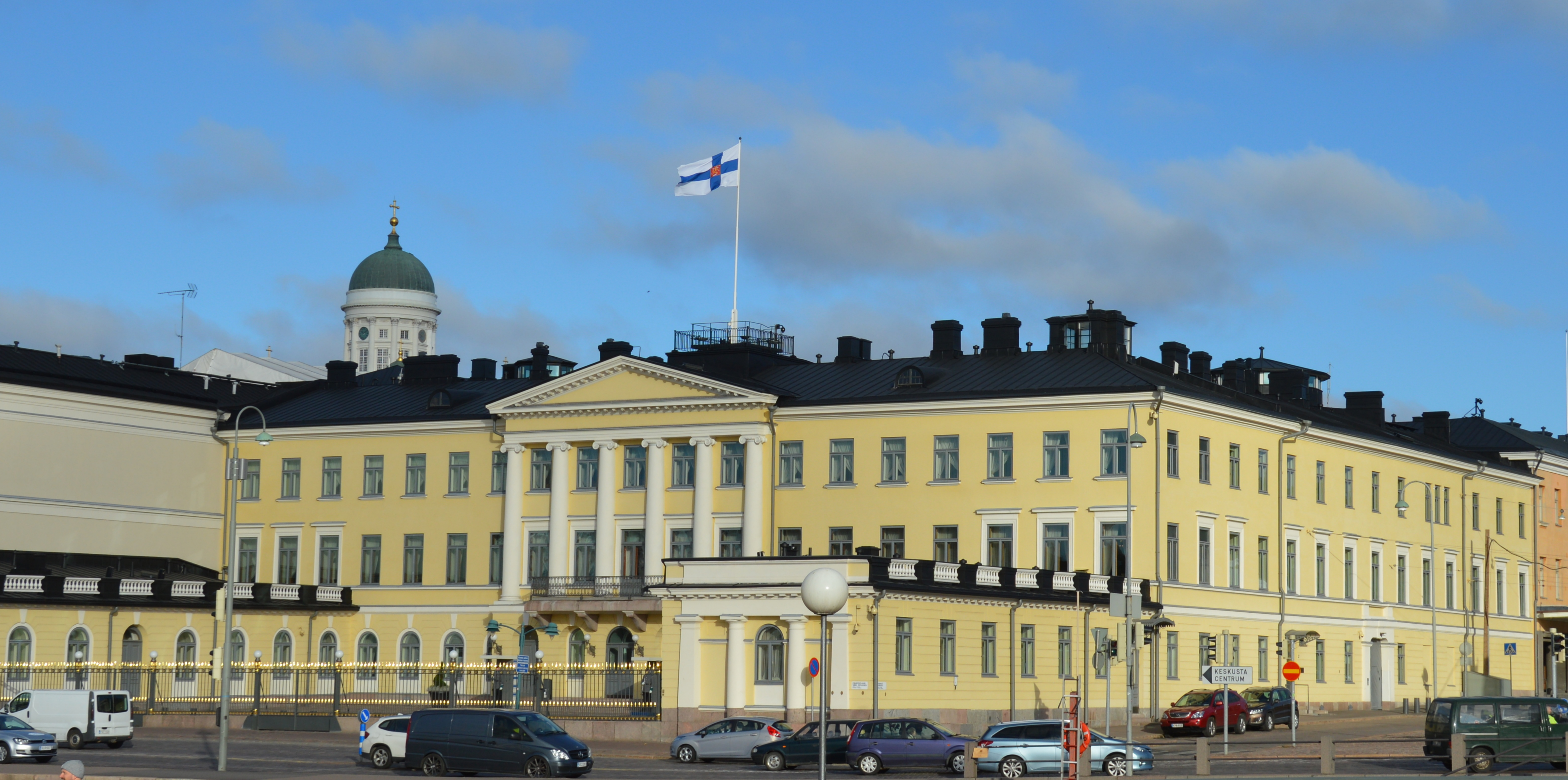
El Palacio Presidencial de Helsinki lugar de la reunión cumbre

La cumbre tuvo lugar en el Palacio Presidencial de Helsinki. El evento marcó el primer encuentro oficial entre los líderes mundiales luego de conversaciones previas no oficiales entre Trump y Putin en las cumbres del G20 Hamburgo y APEC Vietnam celebradas en 2017. Trump también se reunió con el presidente finlandés Sauli Niinistö en el Palacio Presidencial. Los temas que Trump anunció para ser discutidos en la cumbre incluyeron las situaciones en Siria y Ucrania. El Secretario de Estado de los Estados Unidos, Mike Pompeo, se reunió con sus homólogos ruso y finlandés, Serguéi Lavrov y Timo Soini.
Niinistö sostuvo reuniones bilaterales con ambos presidentes el día de la cumbre. Esa mañana, Niinistö y la primera dama finlandesa Jenni Haukio dieron la bienvenida a Trump y a la primera dama de los EE.UU. Melania Trump en su residencia oficial principal en Mäntyniemi. Durante la reunión de los presidentes, las dos mujeres se encontraron para un desayuno conjunto.
La reunión de Helsinki 2018 comenzó en el Palacio Presidencial después del mediodía (aproximadamente a la 1 pm) con Niinistö dando la bienvenida oficial a Putin, seguido por Trump. Las conversaciones bilaterales entre los presidentes de Rusia y los Estados Unidos tuvieron lugar en el Salón Gótico del Palacio Presidencial; Trump y Putin se encontraron con solo intérpretes presentes y duro casi dos horas a puerta cerrada. A su reunión siguió un almuerzo de trabajo que incluyó funcionarios adicionales en el Salón de los Espejos.
El secretario general de la OTAN, Jens Stoltenberg, y el ex líder soviético Mikhail Gorbachev dijeron que acogían con satisfacción la reunión planificada de Trump con Vladimir Putin.
Dos días antes de la reunión programada, un grupo de los principales demócratas del Senado instó a Trump a no reunirse con Putin uno-a-uno. Los firmantes de una carta que le aconseja no reunirse solo con Putin incluyen al Líder de la minoría Charles Schumer, Minority Whip Dick Durbin y los principales Demócratas en la Inteligencia del Senado (Mark Warner), Relaciones Exteriores (Bob Menéndez), Poder Judicial (Dianne Feinstein), Armados Servicios (Jack Reed), Créditos (Patrick Leahy) y Bancos (Sherrod Brown).

### Comentarios Polémicos
Durante una entrevista en la víspera de la cumbre con CBS News, Trump llamó a la UE el mayor enemigo comercial de los Estados Unidos. Rusia era un "enemigo en ciertos aspectos".
Trump comentó en Twitter la mañana de la cumbre que la relación entre Rusia y los EE. UU. "Nunca había sido peor". Culpó de esto a "tonterías y estupideces" por parte de los EE. UU. Y mencionó la investigación en curso del Asesor Especial sobre la interferencia rusa en las elecciones de 2016, calificándola de "caza de brujas". También defendió a Rusia por las acusaciones de interferencia en las elecciones estadounidenses del FBI y otras agencias de inteligencia estadounidenses, diciendo que "el presidente Putin dice que no es Rusia. No veo ninguna razón por la que sea así".

## Historia

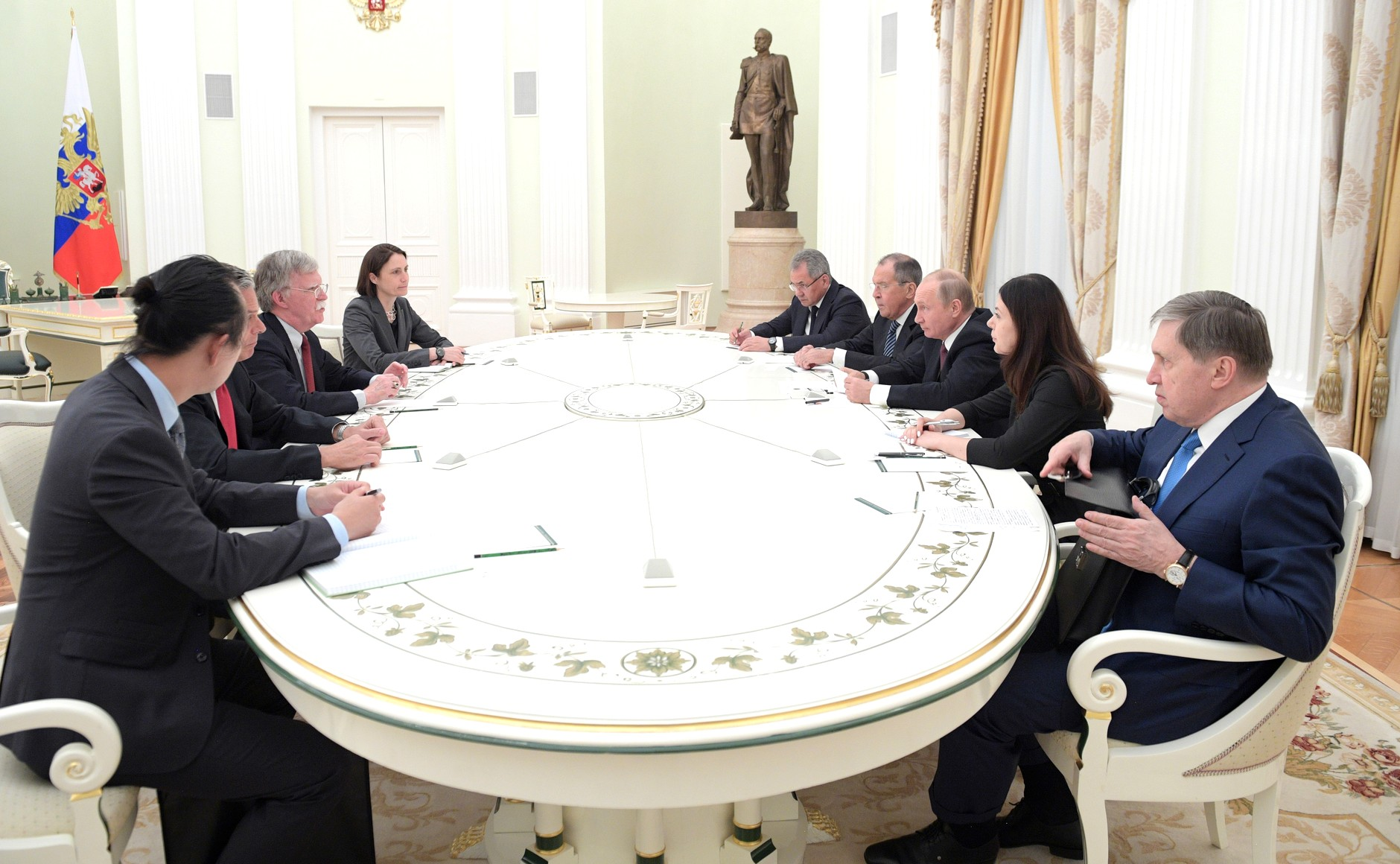
President Vladimir Putin y el Asesor de Seguridad Nacional John R. Bolton reunidos en el Kremlin, Moscú, el día 27 de junio previo a la cumbre

Helsinki sirvió previamente como el lugar para la firma de los Acuerdos de Helsinki en 1975, después de una serie de reuniones destinadas a reducir las tensiones entre los bloques occidentales y soviéticos durante la Guerra Fría. El Asesor de Seguridad Nacional de los EE. UU. John R. Bolton se reunió con el Presidente ruso Vladimir Putin el 27 de junio de 2018 para discutir los detalles de la cumbre y otros asuntos bilaterales. El 28 de junio, la Casa Blanca y el Kremlin anunciaron la ubicación de la cumbre como Helsinki.

## Protestas
Según la empresa finlandesa de radiodifusión Yle, se planearon más de 10 manifestaciones para la cumbre. El domingo 15 de julio, unos 2.500 manifestantes se reunieron para la manifestación a favor de los derechos humanos "Helsinki Calling" en la Plaza del Senado de Helsinki. Simultáneamente, la sección juvenil del partido finlandés nacionalista organizó una manifestación pro Trump. El evento "Welcome Trump" reunió a una multitud de 50 personas, entre ellas jóvenes del Partido Finés y miembros de los Soldados de Odin. Se planearon más manifestaciones para el lunes 16 de julio, incluidas las manifestaciones y protestas "Stop Putin" y "Helsinki contra Trump y Putin" por los derechos de las mujeres, Afganistán y contra la rusofobia. La sección juvenil del conservador Partido de la Coalición Nacional dijo que celebrarían una manifestación contra la política comercial del presidente Trump y la anexión rusa de Crimea. Antes de que diera comienzo la conferencia de prensa en Helsinki entre Donald Trump y Vladímir Putin los ánimos estaban caldeados.El periodista Sam Husseini, de la revista estadounidense The Nation, tenía preparado un letrero que decía: "Tratado de prohibición de armas nucleares".No pudo mostrarlo a los mandatarios ruso y estadounidense. Los servicios de seguridad le arrastraron inmediatamente fuera de la sala.

## Delegaciones

### DelegaciónEstadounidense
- Presidente de los Estados Unidos Donald Trump
- Secretario de estado Mike Pompeo
- Consejero de seguridad nacional John R. Bolton
- Jefe de Personal de la Casa Blanca John F. Kelly
- El embajador de los Estados Unidos en Rusia, Jon Huntsman Jr.
- La secretaria de prensa de la Casa Blanca Sarah Huckabee Sanders
- El subjefe de gabinete de la Casa Blanca, Zachary Fuentes
- Asesor del Presidente Fiona Hill

### Delegación Rusa
- Presidente de la Federación de Rusia:, Vladimir Putin
- Ministro de Asuntos Exteriores de Rusia:, Serguéi Lavrov
- Embajador de Rusia en los Estados Unidos: Anatoly Antonov
- Asesor de Asuntos Exteriores del Presidente: Yuri Ushakov[25]
- Secretario de prensa: del Kremlin Dmitry Peskov

## Reunión Privada
Trump y Putin se reunieron en privado durante dos horas, sin ayudantes ni tomadores de notas, acompañados solo por sus respectivos intérpretes. La reunión había sido programada para 90 minutos pero duró dos horas. Más tarde, la Senadora Jeanne Shaheen y el Representante Bill Pascrell llamaron al intérprete de Trump, Marina Gross, para testificar ante el Congreso. La reunión privada fue seguida por un almuerzo de trabajo que incluyó asesores sénior.

## Conferencia de Prensa
Después de la reunión privada y el almuerzo de trabajo, Trump y Putin dieron una conferencia de prensa conjunta. Cuando se le preguntó a Trump si condenaría la interferencia rusa en las elecciones estadounidenses de 2016, se negó, diciendo que Putin lo había negado.

## Controversia
Las horas inmediatamente posteriores a la cumbre provocaron críticas bipartidistas en los Estados Unidos y en muchas partes del mundo, incluida Alemania ("Los europeos están realmente asustados"), Francia y el Reino Unido ("Caniche de Putin"). Las críticas se centraron en la aparente aceptación de Trump de la negación de participación de Putin en la interferencia rusa en las elecciones estadounidenses de 2016, que contradecía los hallazgos de la Comunidad de Inteligencia de los Estados Unidos, y contrastaba con la acusación contra doce agentes GRU rusos apenas tres días antes. la investigación en curso del Asesor Especial: La cobertura de noticias de la cumbre fue triunfante en Rusia y silenciada en China. 
Los demócratas condenaron universalmente el desempeño de Trump, pero también lo hicieron muchos republicanos. Algunos republicanos en el Congreso criticaron fuertemente a Trump, como el senador Bob Corker ("nos hizo ver como un pusilánime"), el senador Ben Sasse ("Esto es extraño y totalmente equivocado"), y el senador Tim Scott ("Me temo hoy fue un paso atrás "). Otros, incluidos Paul Ryan y Mitch McConnell, reafirmaron su apoyo a la comunidad de inteligencia de los EE. UU. Sin condenar directamente a Trump. Newt Gingrich, partidario desde hace mucho tiempo de Trump, calificó las declaraciones de Trump sobre la comunidad de inteligencia estadounidense como "el error más grave de su presidencia". Candidato republicano para el presidente Mitt Romney y candidato republicano para presidente John McCain en 2008 Triunfo; Romney dijo que el acuerdo de Trump con Putin en lugar de las agencias de inteligencia estadounidenses fue "vergonzoso y perjudicial para nuestros principios democráticos", mientras que McCain calificó la cumbre como "una de las actuaciones más vergonzosas de un presidente estadounidense". negativamente universales, incluso de muchos comentaristas de Fox News que normalmente apoyan al presidente.
El senador Rand Paul apoyó la visita de Trump afirmando que "también dijeron que no debería reunirse con Kim y que esto es algo extraordinario del presidente Trump que debe ser alabado y no menospreciado es que está dispuesto a reunirse con adversarios para tratar de evitar que tengamos Tercera Guerra Mundial."
Sarah Sanders llamó al cuerpo de prensa de la Casa Blanca por la "histeria mediática masiva" sobre presuntos vínculos entre Rusia y el presidente durante la rueda de prensa celebrada el 18 de julio de 2018, y dijo que la prensa "se ha salido totalmente de control". Esto ocurrió días después de que el presidente Trump se negó a responder una pregunta de Jim Acosta de CNN, declarando a su empleador "noticias falsas". Los periodistas competidores del cuerpo de prensa unificaron sus esfuerzos cuando Sanders eligió "continuar" el interrogatorio del corresponsal jefe de NBC News, Hallie Jackson.
En una entrevista con el Director de Inteligencia Nacional, Dan Coats, la periodista de MSNBC News, Andrea Mitchell, le dijo que la Casa Blanca había anunciado que invitaría a Putin a una segunda reunión en Washington en el otoño.

### En Rusia
Donald Trump enfrenta un aluvión de críticas en Estados Unidos por su actuación en la cumbre de Helsinki.En cambio, a su homólogo ruso, Vladimir Putin, le está yendo bastante mejor.De vuelta a casa en Rusia, los políticos se han alineado para elogiar los resultados del encuentro.

## Galería

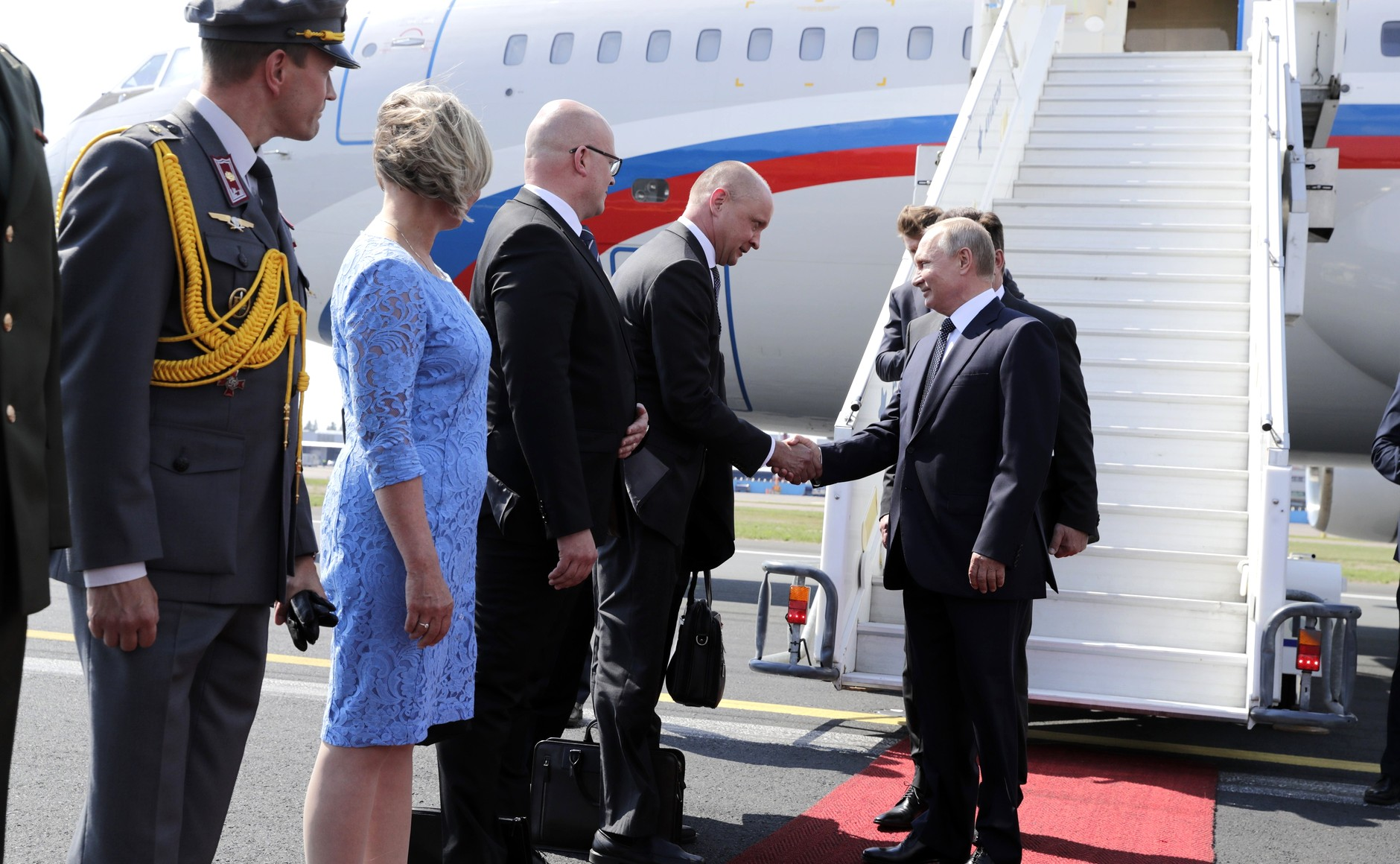
Vladimir Putin llega a Finlandia.
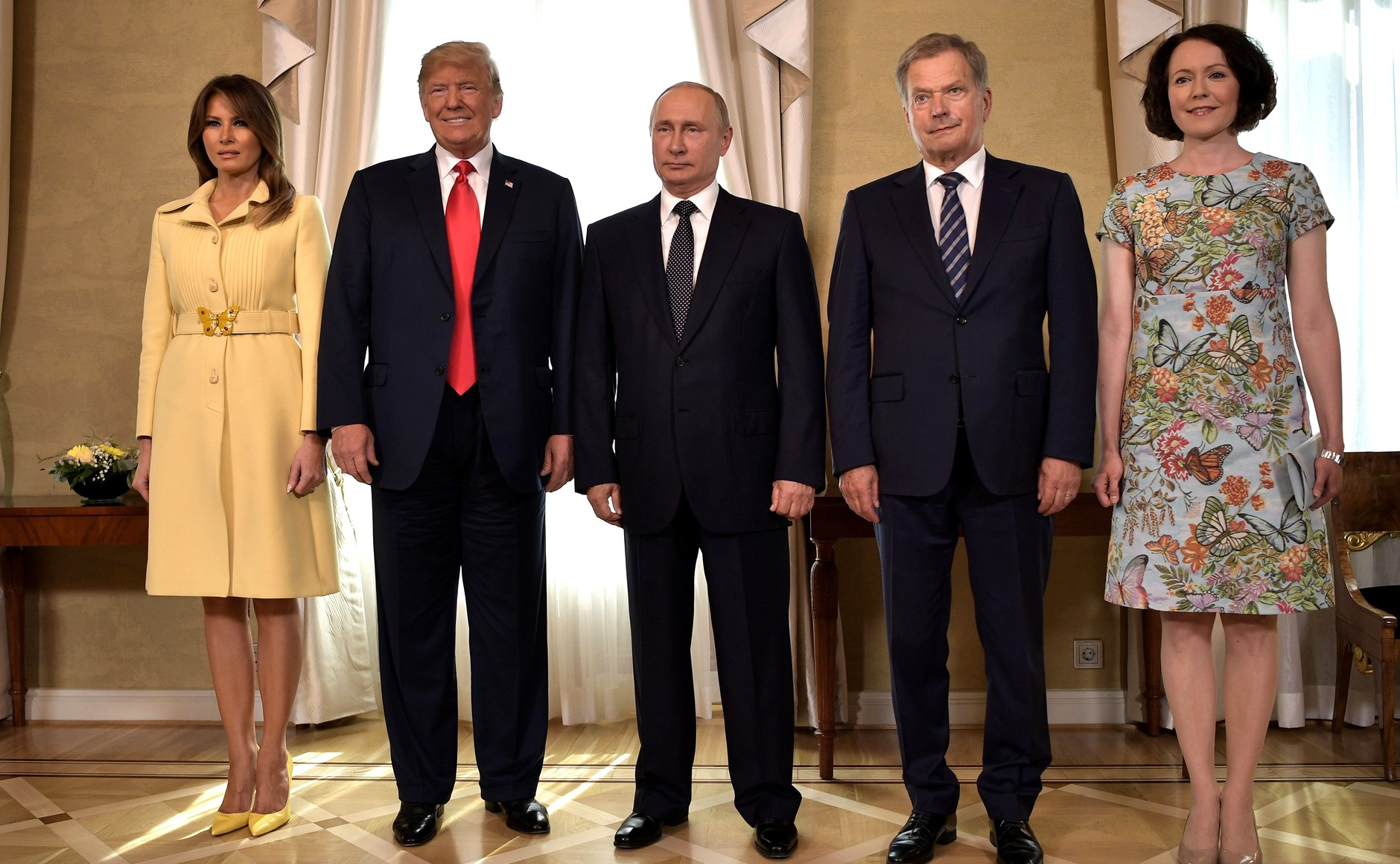
foto de familia(izquierda a derecha): Primera Dama estadounidense Melania Trump, Presidente estadounidense Donald Trump, Presidente de Rusia Vladimir Putin, Presidente Finlandés Sauli Niinistö y Primera Dama de Finlandia Jenni Haukio.
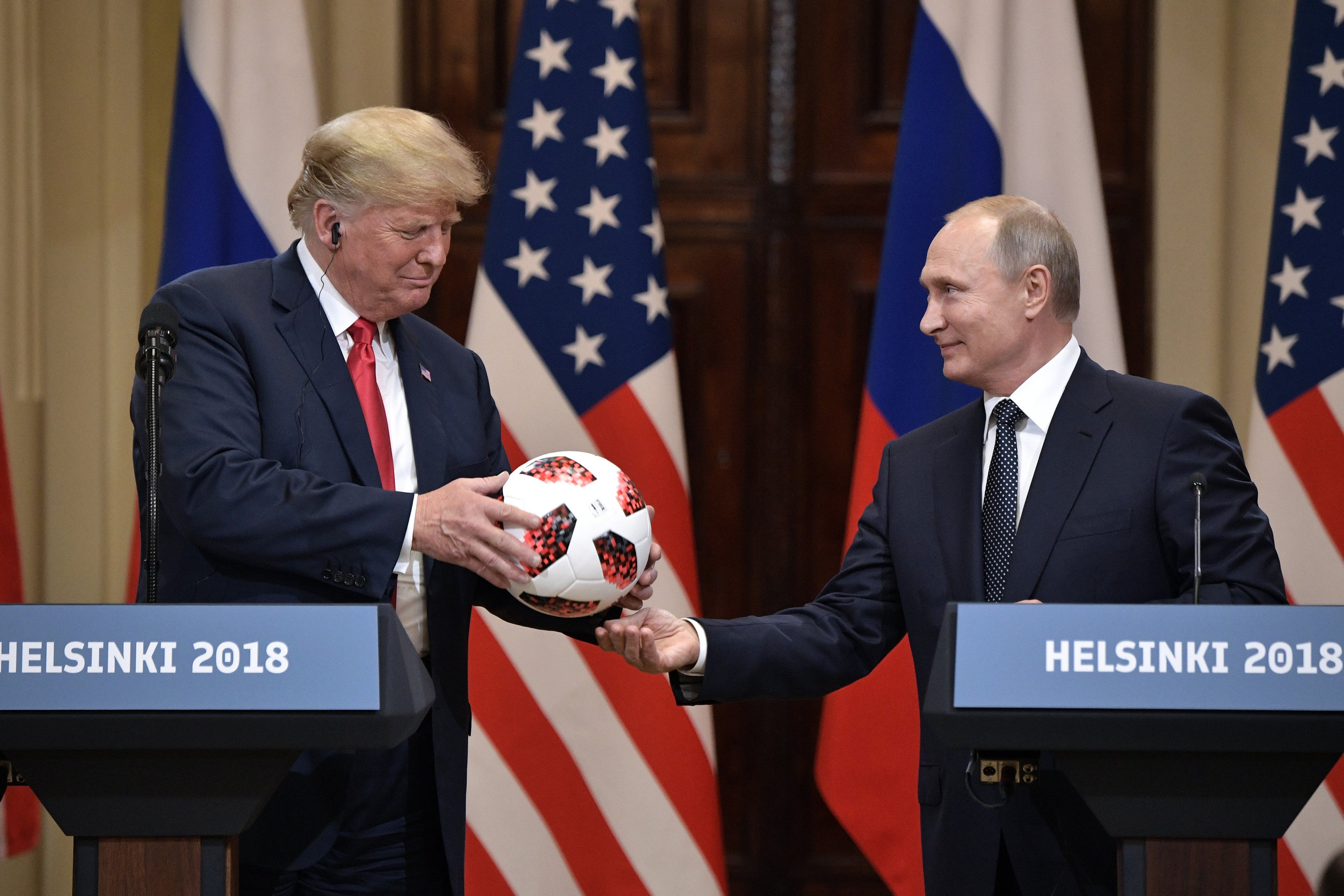
Putin regla a Trump la Telstar Mechta, balón oficial de la final de Copa Mundial de Fútbol de 2018.
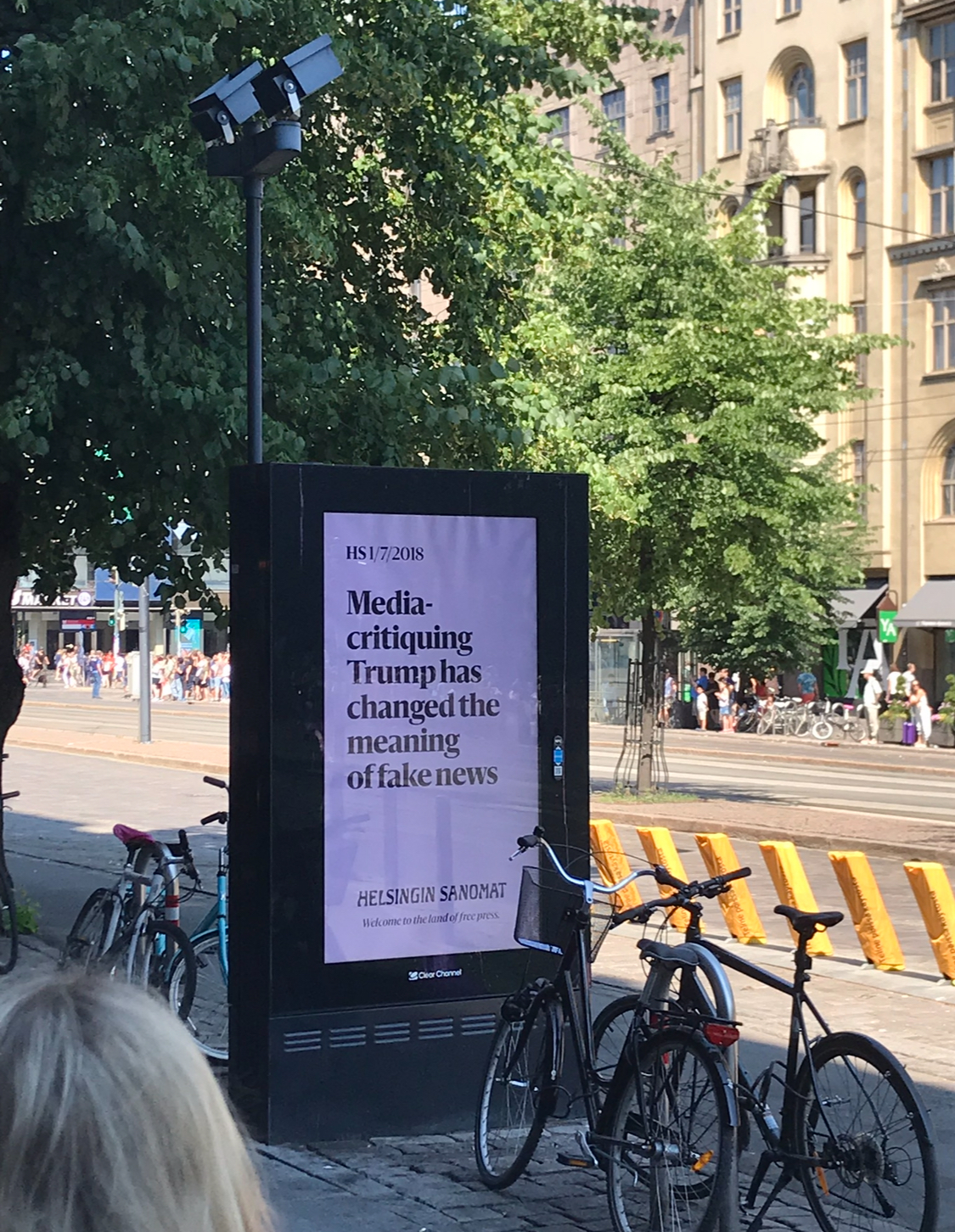
Publicidad del periódico Helsingin Sanomat en el centro de Helsinki durante la cumbre.
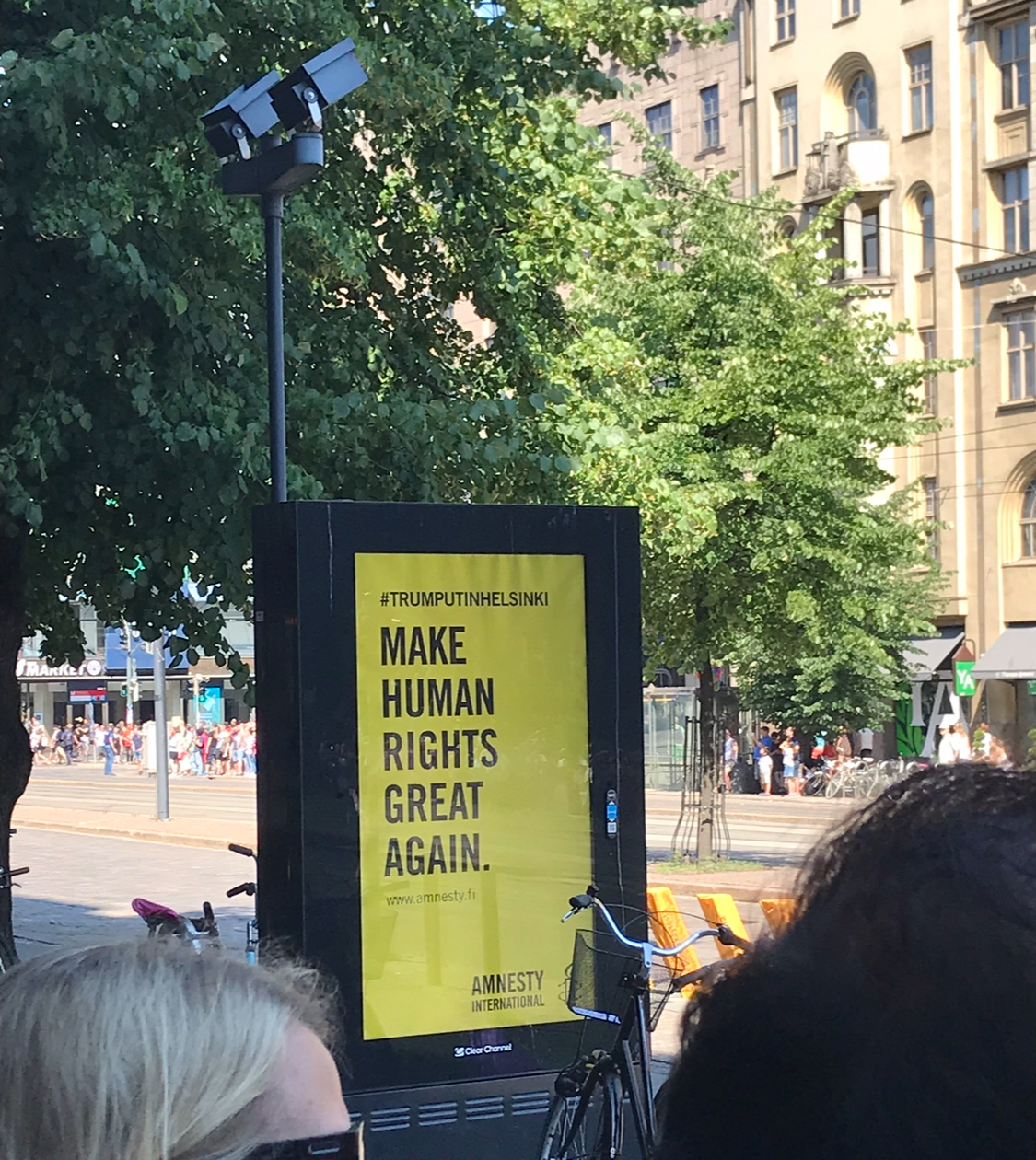
Publicidad de Amnistía Internacional en el centro de Helsinki durante la cumbre.